# José Antonio Culebras
José Antonio Culebras Arenas, conocido como Culebras (Puertollano, Ciudad Real, España, 16 de enero de 1979), es un futbolista español que ha jugado en el CD Toledo, el CD Numancia (en dos etapas, siendo la segunda menos participativo, fichado por César Palacios), el Levante UD y el Club Deportivo Tenerife , del que se fue sin que la afición local pudiera entenderlo, por la entrega e implicación que tuvo durante las cuatro temporadas que estuvo en el club.
Rescindió su último contrato con el CD Numancia con un futuro incierto, dado lo complicado del panorama económico en el fútbol español.
En el mercado de invierno de la temporada 2012-2013 fichó por la SS Almazán, equipo soriano de la Tercera División.
En la actualidad, se encuentra realizando funciones de tutorización y formación de las diferentes categorías de la selección española de fútbol (masculinas-femeninas).

## Clubes
| Club                        | País   | Año       |
| --------------------------- | ------ | --------- |
| Puertollano Industrial      | España | 1996-1997 |
| CD Toledo                   | España | 1999-2000 |
| CD Numancia                 | España | 2000-2004 |
| Levante UD                  | España | 2004-2006 |
| CD Tenerife                 | España | 2006-2010 |
| CD Numancia                 | España | 2010-2012 |
| Sociedad Deportiva Almazán  | España | 2012-2018 |
| Club deportivo Tardelcuende | España | 2019-2022 |
| Retirada                    | España | 2022      |